# Ben Okri
Sir Ben Okri (Minna, 15 marzo 1959) è uno scrittore nigeriano naturalizzato britannico.
Viene generalmente considerato come uno dei più importanti poeti e romanzieri della letteratura africana in lingua inglese; la sua opera più celebre, La via della fame (The Famished Road), ha vinto nel 1991 il Booker Prize per la narrativa fantastica.

## Biografia
Okri si trasferì insieme alla madre e al padre, avvocato, a Londra, quando era ancora molto piccolo, ricevendo così un'istruzione occidentale. Nel 1968 tuttavia la famiglia tornò in Nigeria. Lì Ben visse, seppur indirettamente, gli orrori della guerra civile nigeriana, soprattutto a causa dell'etnia della madre, quella Igbo, che durante il conflitto veniva perseguitata dai militari. Durante la gioventù, tuttavia, conosce i grandi classici, soprattutto della letteratura inglese e russa, grazie alla ricca biblioteca del padre. I primi scrittori di cui si innamora sono Fëdor Dostoevskij, Lev Tolstoj, William Shakespeare e Charles Dickens. In seguito, grazie ad una borsa di studio ottenuta dallo Stato, tornò in Inghilterra, perfezionando i propri studi all'Università dell'Essex studiando letteratura comparata.
Fin dalla pubblicazione del suo primo romanzo, Flowers and Shadows (1980), Okri si impose all'attenzione della critica internazionale. La pubblicazione della Via della fame, romanzo vincitore del Premio Booker nel 1991, lo ha portato a essere classificato fra i grandissimi della letteratura africana. Le sue opere attingono in parte alle sue esperienze durante la guerra civile nigeriana, ma includono molti elementi metafisici e riferimenti alla mitologia e al simbolismo della tradizione del popolo Yoruba. Sebbene i critici menzionino talvolta la sua opera come esempio di realismo magico, lo stesso Okri ha sempre rifiutato questa etichetta, definendola troppo limitante.
Okri ha ricevuto lauree honoris causa dall'Università di Westminster (nel 1997) e dall'Università dell'Essex (2002). Nel 2001 è stato insignito dell'Ordine dell'Impero Britannico. È vicepresidente della sezione inglese dell'International PEN, un'associazione di scrittori di oltre 100 paesi, e membro del Royal National Theatre britannico.

## Premi e riconoscimenti
- 1987 Commonwealth Writers Prize (Africa, miglior libro) - Incidents at the Shrine
- 1987 Paris Review/Aga Khan Prize per la narrativa - Incidents at the Shrine
- 1988 Guardian Fiction Prize - Stars of the New Curfew
- 1991 Booker Prize per la narrativa - The Famished Road
- 1993 Premio internazionale Chianti Ruffino-Antico Fattore - The Famished Road
- 1994 Premio Grinzane Cavour - The Famished Road
- 1995 Crystal Award (dal Forum Economico Mondiale)
- 2000 Premio Palmi - Dangerous Love
- 2014 Bad Sex in Fiction Award per The Age of Magic[1]

## Opere

### Narrativa
- Flowers and Shadows (1980)
- The Landscapes Within (1981)
- Incidents at the Shrine (1986) - contenuto in Il venditore di sogni. Giunti, 1998
- Stars of the New Curfew (1988) - contenuto in Il venditore di sogni. Giunti, 1998
- La via della fame (The Famished Road) (1991) Bompiani, 1992
- Songs of Enchantment (1993)
- Io sono invisibile (Astonishing the Gods) (1995) Bompiani, 1997
- Birds of Heaven (1995)
- Un amore pericoloso (Dangerous Love) (1996). Giunti, 1999
- Infinite Riches (1998)
- In Arcadia (2002)
- Starbook (2007)
- The Age of Magic (2014)
- The Freedom Artist (2019)

### Poesia
- An African Elegy (1992)
- Mental Fight (1999)
- Tales of Freedom (2009)
- A Time for New Dreams (2011)
- Wild (2012)
- The Mystery Feast: Thoughts on Storytelling (2015)
- The Magic Lamp: Dreams of Our Age (2017)
- Rise Like Lions: Poetry for the many (2018)

### Saggistica
- La tigre nella bocca del diamante: saggi, paradossi, aforismi (A Way of Being Free) (1997) Minimum fax, 2000